# Олден Еренрайк
Олден Калеб Еренрайк (транскр.: [ˈɛrənraɪk], нар. 22 листопада 1989) — американський актор. Дебют у кіно здійснив у фільмі Френсіса Форда Копполи «Тетро» (2009), а також знявся у наступному фільмі Копполи «Між» (2011). У 2013 зіграв ролі у фільмі Вуді Аллена «Жасмин», у фільмі Пак Чхан Ука «Стокер», а також у фільмі Річарда Ла Гравенеса «Прекрасні створіння». У 2016 році виконав ролі Гобі Дойла у комедії братів Коенів «Аве, Цезар!» та Френка Форбса — у фільмі Воррена Бітті «Правила не застосовуються». У 2018 році на екрани вийшов фільм «Соло. Зоряні Війни. Історія», у якому Еренрайк виконав головну роль.

## Особисте життя
Еренрайк народився у Лос-Анджелесі, у сім'ї дизайнерки Сарі та бухгалтера Марка Еренрайків. Його назвали на честь режисера Філа Олдена Робінсона. Олден Еренрайк походить із єврейської родини та був вихований у традиціях реконструктивістського юдаїзму.
Акторством Еренрайк почав займатися ще у школі, по завершенні якою вступив до Нью-Йоркського університету, проте так і не завершив навчання.

## Кар'єра
Олдена Еренрайка помітив Стівен Спілберг на церемонії бар-міцва одного з його друзів, де показали комедійне відео, створене Еренрайком та його другом. Сам Еренрайк так охаратеризував свою «роль» у тому відео: «Я носився, ніби малий худющий панк, приміряв дівчачий одяг та їв бруд». Знайомство зі Спілбергом допомогло Еренрайку отримати ролі у таких телесеріалах як Надприродне та CSI: Місце злочину.
У березні 2016 The Hollywood Reporter повідомив, що Еренрайк входить до числа претендентів на роль Хана Соло у майбутньому стенделоуні зі всесвіту Зоряних війн. 5 травня Олдена Еренрайка призначили на роль молодого Хана Соло у фільмі, який оповідає про життя цього персонажа до подій оригінального фільму Зоряні війни.

## Фільмографія

### Кіно
| Рік  | Фільм                       | Роль              | Режисер              | Примітки |
| ---- | --------------------------- | ----------------- | -------------------- | --- |
| 2008 | Switcheroo!                 | Ден               | Браян Башам          | Короткометражка |
| 2009 | Тетро                       | Бенні Тетрочіні   | Френсіс Форд Коппола | |
| 2009 | Змащений                    | Бен               | Роксін Гелберг       | Короткометражка |
| 2010 | Десь                        | актор на вечірці  | Софія Коппола        | не вказаний у титрах |
| 2010 | Десять пальців              | Гаррі             | Сем Бойд             | Короткометражка |
| 2011 | Між                         | Фламінго          | Френсіс Форд Коппола | |
| 2011 | Дантист                     | Алан Ґолденберґ   | Джошуа Марґолін      | Короткометражка |
| 2013 | Прекрасні створіння         | Ітан Вейт         | Річард Ла Граванес   | - Номінація — Вибір молоді: Найкращий актор у мелодрамі - Номінація — Вибір молоді: Найкращий поцілунок (разом з Еліс Енглерт) |
| 2013 | Стокер                      | Віп Тейлор        | Пак Чхан Ук          | |
| 2013 | Жасмин                      | Денні Френцис     | Вуді Аллен           | Номінація — Нагорода Gold Derby за найкращий акторський склад |
| 2013 | Підлітки                    | Підліток 1940-х   | Метт Вульф           | Документальний фільм |
| 2015 | Running Wild                | Елай              | Мелані Шоу           | |
| 2016 | Аве, Цезар!                 | Гобі Дойл         | Джоел та Ітан Коени  | - Номінація — Нагорода Асоціації критиків Чикаго найкращому актору другого плану - Номінація — Нагорода Товариства кінокритиків Сан-Дієго за прорив року - Номінація — Нагорода Товариства кінокритиків Сан-Дієго найкращому комедійному актору |
| 2016 | Правила не застосовуються   | Френк Форбс       | Воррен Бітті         | |
| 2017 | Жовті птахи                 | Брендон Бартл     | Александр Мурс       | |
| 2018 | Соло. Зоряні Війни. Історія | Хан Соло          | Рон Говард           | |
| 2023 | Чиста гра                   | Люк               | Хлоя Домонт          | |
| 2023 | Кокаїновий ведмідь          | Едді              | Елізабет Бенкс       | |
| 2023 | Оппенгеймер                 | помічник сенатора | Крістофер Нолан      | |
| 2025 | Зброя                       | Пол               | Зак Креггер          | |

### Телебачення
| Рік  | Серіал                | Роль              | Примітки                                    |
| ---- | --------------------- | ----------------- | ------------------------------------------- |
| 2005 | Надприродне           | Бен Коллінз       | Епізод: «Вендіго»                           |
| 2006 | CSI: Місце злочину    | Свен              | Епізод: «Збудовано для вбивства, частина 2» |
| 2020 | Прекрасний новий світ | Джон Дикун        | 9 епізодів                                  |
| 2025 | Залізне серце         | Джо МакГіллікадді |                                             |

### Відеоігри
| Рік  | Назва                     | Роль     | Примітки                 |
| ---- | ------------------------- | -------- | ------------------------ |
| 2017 | Star Wars: Battlefront II | Хан Соло | Голос і зовнішній вигляд |

## Нагороди та номінації
| Рік  | Нагорода                                                                 | Робота              | Результат |
| ---- | ------------------------------------------------------------------------ | ------------------- | --------- |
| 2013 | Вибір молоді: Найкращий актор у мелодрамі                                | Прекрасні створіння | Номінація |
| 2013 | Вибір молоді: Найкращий поцілунок (з Еліс Енглерт)                       | Прекрасні створіння | Номінація |
| 2014 | Нагорода Gold Derby за найкращий акторський склад                        | Жасмин              | Номінація |
| 2016 | Нагорода Товариства кінокритиків Сан-Дієго найкращому комедійному актору | Аве, Цезар!         | Номінація |
| 2016 | Нагорода Товариства кінокритиків Сан-Дієго за прорив року                | Аве, Цезар!         | Номінація |
| 2016 | Нагорода Асоціації критиків Чикаго найкращому актору другого плану       | Аве, Цезар!         | Номінація |